# رنو آر.اس.۱۹
رنو آر.اس. ۱۹ (انگلیسی: Renault R.S.19) یک خودروی مسابقه‌ای فرمول یک است که جهت شرکت در مسابقات فرمول یک قهرمانی جهان فصل ۲۰۱۹ توسط تیم فرمول یک رنو طراحی شده و توسعه یافته‌است. این خودرو که اولین حضور خود در رقابت‌ها را در جایزه بزرگ استرالیا ۲۰۱۹ تجربه کرد، در فصل ۲۰۱۹ توسط نیکو هولکنبرگ و دنیل ریکاردو رانده می‌شود.

## نتایج کامل در فرمول یک
(کلید) (نتایجی که به‌صورت پررنگ نوشته شده‌اند نشانگر پول پوزیشن، و نتایجی که به‌صورت ایتالیک نوشته شده‌اند نشانگر سریع‌ترین دور هستند)
| سال  | شرکت‌کننده        | موتور       | تایر | رانندگان | گراند پری | گراند پری | گراند پری | گراند پری | گراند پری | گراند پری | گراند پری | گراند پری | گراند پری | گراند پری | گراند پری | گراند پری | گراند پری | گراند پری | گراند پری | گراند پری | گراند پری | گراند پری | گراند پری | گراند پری | گراند پری | امتیاز | قهرمانی سازندگان |
| سال  | شرکت‌کننده        | موتور       | تایر | رانندگان | استرالیا  | بحرین     | چین       | آذربایجان | اسپانیا   | موناکو    | کانادا    | فرانسه    | اتریش     | بریتانیا  | آلمان     | مجارستان  | بلژیک     | ایتالیا   | سنگاپور   | روسیه     | ژاپن      | مکزیک     | آمریکا    | برزیل     | ابوظبی    | امتیاز | قهرمانی سازندگان |
| ---- | ---------------- | ----------- | ---- | -------- | --------- | --------- | --------- | --------- | --------- | --------- | --------- | --------- | --------- | --------- | --------- | --------- | --------- | --------- | --------- | --------- | --------- | --------- | --------- | --------- | --------- | ------ | ---------------- |
| ۲۰۱۹ | تیم فرمول یک رنو | رنو ئی-تک۱۹ | P    | هولکنبرگ | ۷         | ۱۷†       | ب.        | ۱۴        | ۱۳        | ۱۳        | ۷         | ۸         | ۱۳        | ۱۰        | ب.        | ۱۲        | ۸         | ۵         | ۹         | ۱۰        |           |           |           |           |           | ۶۸*    | پنجم*            |
| ۲۰۱۹ | تیم فرمول یک رنو | رنو ئی-تک۱۹ | P    | ریکاردو  | ب.        | ۱۸†       | ۷         | ب.        | ۱۲        | ۹         | ۶         | ۱۱        | ۱۲        | ۷         | ب.        | ۱۴        | ۱۴        | ۴         | ۱۴        | ب.        |           |           |           |           |           | ۶۸*    | پنجم*            |

* فصل هنوز در جریان است.

† راننده مسابقه را به پایان نرسانده‌است، اما با توجه به اینکه بیش از ۹۰٪ از مجموع مسافت طی شده توسط رانندهٔ پیروز مسابقه را طی کرده‌است، در رده‌بندی پایان مسابقه قرار گرفته‌است.